# Goldene Himbeere 2018
Die Goldene Himbeere 2018 (englisch 38th Golden Raspberry Awards) zeichnete die schlechtesten Leistungen des Filmjahres 2017 aus, basierend auf den Stimmen von Mitgliedern der Golden Raspberry Foundation. Die Nominierungen wurden am 22. Januar 2018 bekanntgegeben. Die Verleihung der Razzies fand traditionell am Vorabend der Oscarverleihung, dem 3. März 2018, im Palace Theatre in Los Angeles statt.

## Preisträger und Nominierte
Es folgt die komplette Liste der Preisträger und Nominierten.
| Kategorien | Nominierte |
| --- | ---------- |
| Schlechtester Film |            |
| Emoji – Der Film (Columbia) |            |
| Baywatch (Paramount) |            |
| Fifty Shades of Grey – Gefährliche Liebe (Universal/Focus Features) |            |
| Die Mumie (Universal) |            |
| Transformers: The Last Knight (Paramount) |            |
| Schlechtester Schauspieler |            |
| Tom Cruise in Die Mumie als Nick Morton |            |
| Johnny Depp in Pirates of the Caribbean: Salazars Rache als Captain Jack Sparrow |            |
| Jamie Dornan in Fifty Shades of Grey – Gefährliche Liebe als Christian Grey |            |
| Zac Efron in Baywatch als Matt Brody |            |
| Mark Wahlberg in Daddy’s Home 2 – Mehr Väter, mehr Probleme! als Dusty Mayron und in Transformers: The Last Knight als Cade Yeager                                                                        |            |
| Schlechteste Schauspielerin |            |
| Tyler Perry in Boo 2! A Madea Halloween als Madea |            |
| Katherine Heigl in Unforgettable – Tödliche Liebe als Tessa Connover |            |
| Dakota Johnson in Fifty Shades of Grey – Gefährliche Liebe als Anastasia „Ana“ Steele |            |
| Jennifer Lawrence in Mother! als Ehefrau des Dichters |            |
| Emma Watson in The Circle als Mae Holland |            |
| Schlechtester Nebendarsteller |            |
| Mel Gibson in Daddy’s Home 2 – Mehr Väter, mehr Probleme! als Kurt Mayron |            |
| Javier Bardem in Mother! als Dichter und in Pirates of the Caribbean: Salazars Rache als Captain Armando Salazar                                                                                          |            |
| Russell Crowe in Die Mumie als Dr. Henry Jekyll |            |
| Josh Duhamel in Transformers: The Last Knight als Col. William Lennox |            |
| Anthony Hopkins in Collide als Hagen Kahl und in Transformers: The Last Knight als Sir Edmund Burton |            |
| Schlechteste Nebendarstellerin |            |
| Kim Basinger in Fifty Shades of Grey – Gefährliche Liebe als Elena Lincoln |            |
| Sofia Boutella in Die Mumie als Prinzessin Ahmanet |            |
| Laura Haddock in Transformers: The Last Knight als Viviane Wembly |            |
| Goldie Hawn in Mädelstrip als Linda Middleton |            |
| Susan Sarandon in Bad Moms 2 als Isis Dunkler |            |
| Schlechteste Filmpaarung |            |
| Irgendwelche zwei unausstehlichen Emojis in Emoji – Der Film |            |
| Jede Kombination von zwei Figuren, zwei Sexspielzeugen oder zwei Sexpositionen in Fifty Shades of Grey – Gefährliche Liebe                                                                                |            |
| Jede Kombination von zwei Menschen, zwei Robotern oder zwei Explosionen in Transformers: The Last Knight                                                                                                  |            |
| Johnny Depp und seine abgenutzte Betrunken-Methode in Pirates of the Caribbean: Salazars Rache |            |
| Tyler Perry und entweder sein verlottertes Kleid oder die abgenutzte Perücke in Boo 2! A Madea Halloween                                                                                                  |            |
| Schlechteste Neuverfilmung oder Fortsetzung |            |
| Fifty Shades of Grey – Gefährliche Liebe (Universal/Focus Features) |            |
| Baywatch (Paramount) |            |
| Boo 2! A Madea Halloween (Lionsgate) |            |
| Die Mumie (Universal) |            |
| Transformers: The Last Knight (Paramount) |            |
| Schlechteste Regie |            |
| Tony Leondis für Emoji – Der Film |            |
| Darren Aronofsky für Mother! |            |
| Michael Bay für Transformers: The Last Knight |            |
| James Foley für Fifty Shades of Grey – Gefährliche Liebe |            |
| Alex Kurtzman für Die Mumie |            |
| Schlechtestes Drehbuch |            |
| Emoji – Der Film (Drehbuch von Tony Leondis, Eric Siegel und Mike White) |            |
| Baywatch (Drehbuch von Damian Shannon und Mark Swift, basierend auf der gleichnamigen Fernsehserie von Michael Berk, Douglas Schwartz und Gregory J. Bonann)                                              |            |
| Fifty Shades of Grey – Gefährliche Liebe (Drehbuch von Niall Leonard, basierend auf der Romantrilogie Shades of Grey von E. L. James)                                                                     |            |
| Die Mumie (Drehbuch von David Koepp, Christopher McQuarrie und Dylan Kussman, Story von Jon Spaihts, Alex Kurtzman und Jenny Lumet)                                                                       |            |
| Transformers: The Last Knight (Drehbuch von Art Marcum, Matt Holloway und Ken Nolan, Story von Akiva Goldsman, basierend auf Hasbros Transformers Action-Figuren)                                         |            |
| Special Rotten Tomatoes Award: The Razzie Nominee So Bad You Loved It! |            |
| Baywatch |            |
| Emoji – Der Film |            |
| Fifty Shades of Grey – Gefährliche Liebe |            |
| Die Mumie |            |
| Transformers: The Last Knight |            |
| Barry L. Bumstead Award Der Barry L. Bumstead Award wird an Filme vergeben, die nur deshalb nicht in offiziellen Kategorien nominiert wurden, weil sie nicht den Veröffentlichungs-Kriterien entsprachen. |            |
| CHiPs |            |